# 앤드루 슈
앤드루 슈(영어: Andrew Shue, 1967년 2월 20일 ~ )는 미국의 배우이다. 로스앤젤레스 갤럭시 등에서 축구 선수로도 활동하였다.

## 출연 작품
- 골! 3 (2009)
- 그레이시 스토리 (2007)
- 레인메이커 (1997)
- 아메리칸 소림 2 (1993)